# Route Richard-Cœur-de-Lion
Pour les articles homonymes, voir Lion (homonymie).

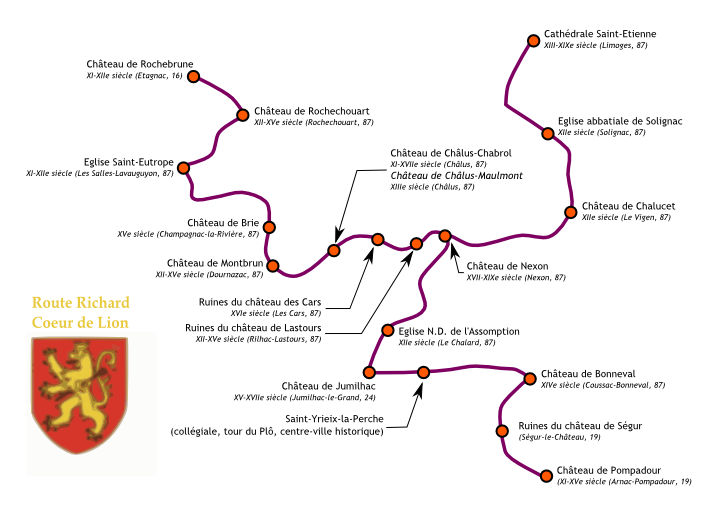
Carte de la route.

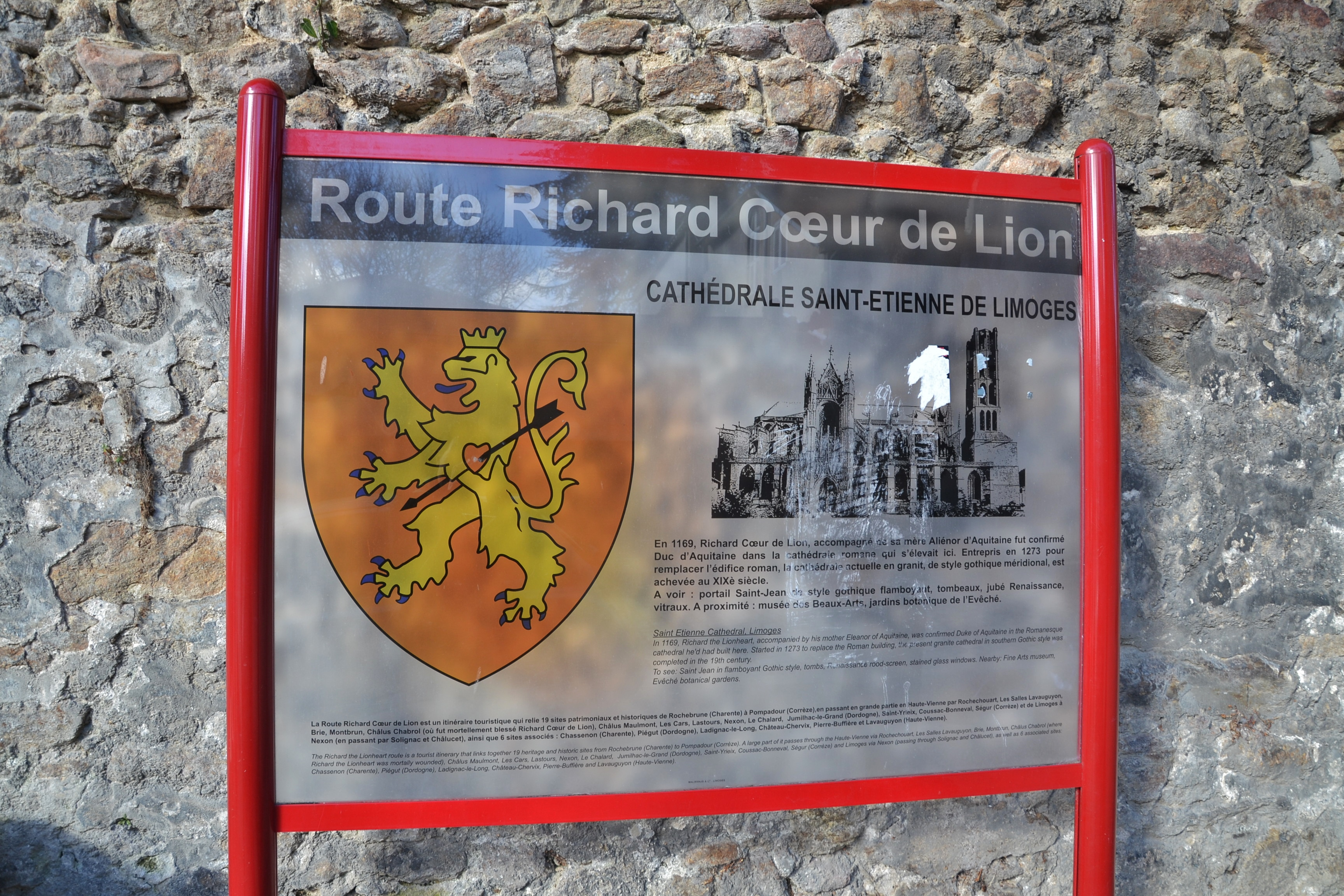
Panneau de la route, Limoges.

La route Richard-Cœur-de-Lion est un itinéraire touristique à 3 branches, situé aux confins du Périgord et du Limousin. La première branche part de Rochebrune (Charente), la seconde de Pompadour (Corrèze) et la troisième de Limoges (Haute-Vienne). Elles se rejoignent en un point central à Nexon (Haute-Vienne). Elle permet de découvrir 23 sites et monuments ainsi que des paysages remarquables et de nombreuses autres richesses de ce territoire. Elle passe par Châlus, où est mort Richard Cœur de Lion en 1199, d’où le nom donné à cet itinéraire.

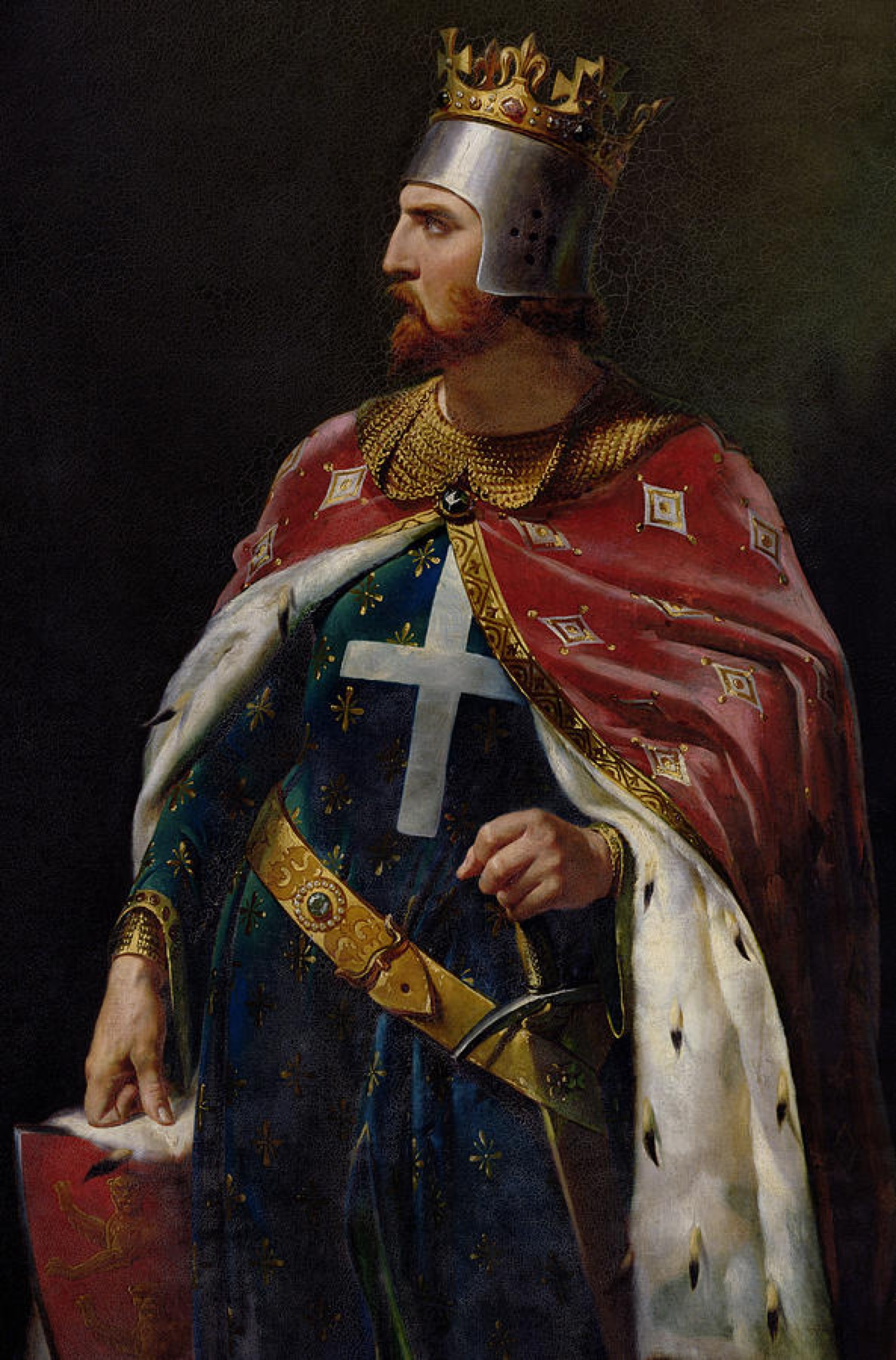
Richard Cœur de Lion.

## Étapes

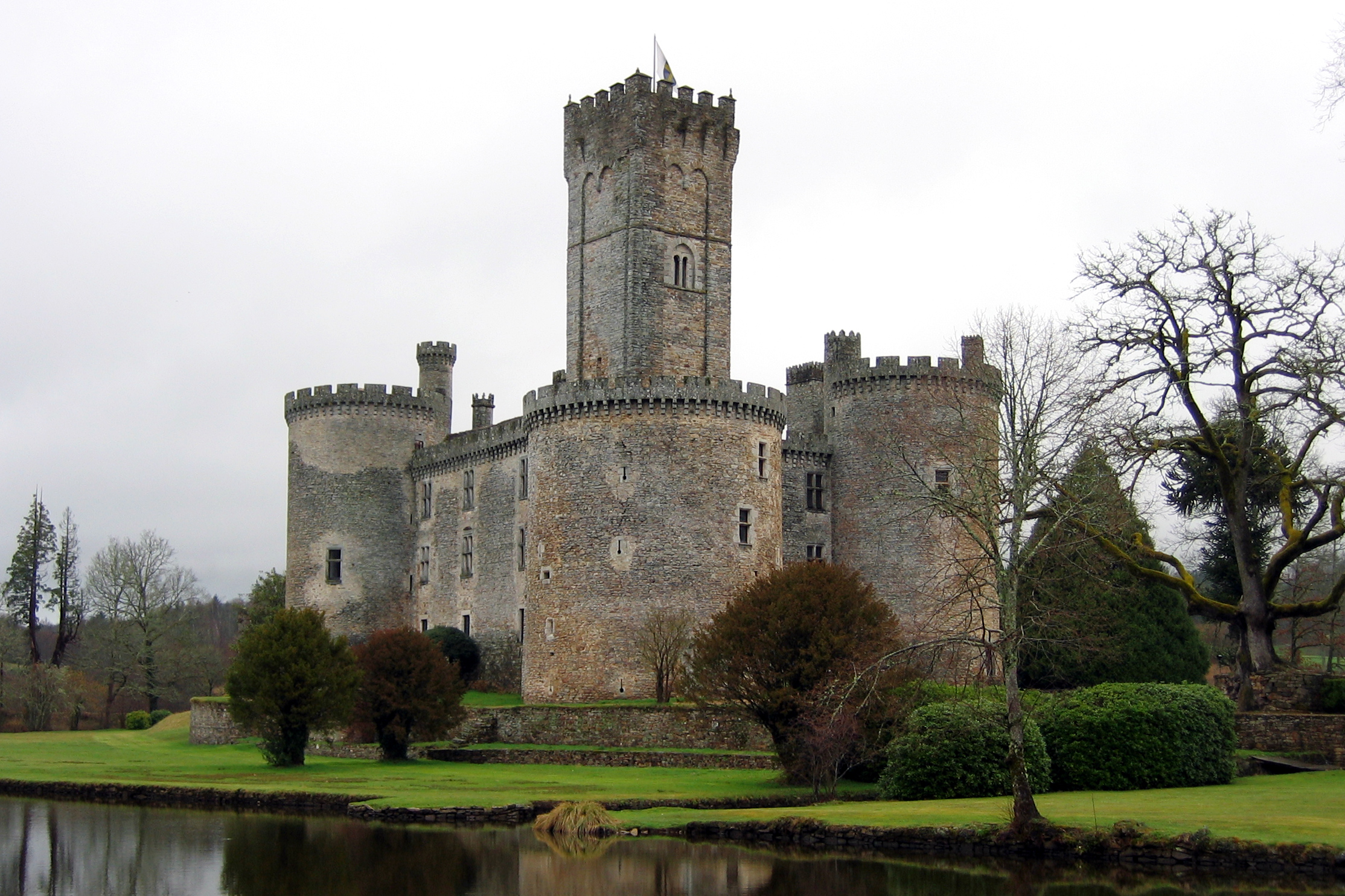
Château de Montbrun

- Charente

Étagnac : château de Rochebrune
- Haute-Vienne

Rochechouart ;
Les Salles-Lavauguyon : église ;
Saint-Mathieu : boiseau des dîmes ;
Cussac : bonnes fontaines ;
Dournazac : château de Montbrun ;
Châlus : Châlus Chabrol, Châlus Maulmont, piscine, voie verte des Hauts de Tardoire ;
Les Cars : ruines médiévales, lanterne des morts, antenne des Cars ;
 : ruines médiévales ;
Nexon ;
Saint-Hilaire-les-Places ;
Le Chalard ;
- Dordogne

Jumilhac-le-Grand ;
- Haute-Vienne

Saint-Yrieix-la-Perche ;
Coussac-Bonneval (château) ;
- Corrèze

Ségur-le-Château : village de Ségur ;
Lubersac ;
Arnac-Pompadour : haras nationaux